# Marruecos en los Juegos Olímpicos de Pekín 2022
Marruecos estuvo representado en los Juegos Olímpicos de Pekín 2022 por un deportista masculino que compitió en esquí alpino.
El portador de la bandera en la ceremonia de apertura fue el esquiador alpino Yasin Auich. El equipo olímpico marroquí no obtuvo ninguna medalla en estos Juegos.